# Wild Atlantic Way

Wild Atlantic Way-teken

The Wild Atlantic Way (Iers: Slí an Atlantaigh Fhiáin) is een toeristische autoroute langs de westkust en delen van de noord- en zuidkust van Ierland. De 2500 kilometer (1.553 mijl) lange route passeert door negen graafschappen (counties), gelegen in drie provincies, en strekt zich uit vanaf het schiereiland Inishowen, graafschap Donegal in de provincie Ulster tot Kinsale, graafschap Cork in de provincie Munster aan de kust van de Keltische Zee. De route sluit in het noorden verder aan op de Causeway Coastal Route in Noord-Ierland.
De route is onderverdeeld in 6 zones.
1. Noordelijke kapen - 217 mijl
2. Surfkust - 122 mijl
3. Baaienkust - 229 mijl
4. Klippenkust - 220 mijl
5. Zuidelijke schiereilanden - 303 mijl
6. Havenkust - 89 mijl

Langs de route zijn 188 "ontdekkingspunten" (zogenaamde Discovery Points) met Photo Points en informatieborden. De route werd officieel ingehuldigd in 2014 door de Minister of State for Tourism and Sport Michael Ring, T.D.

## Interessante plaatsen (Key points)

### De noordwestelijke graafschappenDonegal,LeitrimenSligo
- Malin Head, Ierland's meest noordelijke punt
- Lough Foyle
- Lough Swilly
- Fort Dunree
- Buncrana
- Grianan of Aileach (Greenan Fort)
- Ramelton
- Rathmullan
- Fanad
- Rosguill
- Doe Castle
- Derryveagh Mountains
- Horn Head
- Tory Island
- Árainn Mhór eiland
- The Rosses
- Mount Errigal
- Malin Beg strand
- Slieve League kliffen
- Bluestack Mountains
- Donegal Town
- Bundoran - popular with surfers
- Tullaghan
- Mullaghmore Head

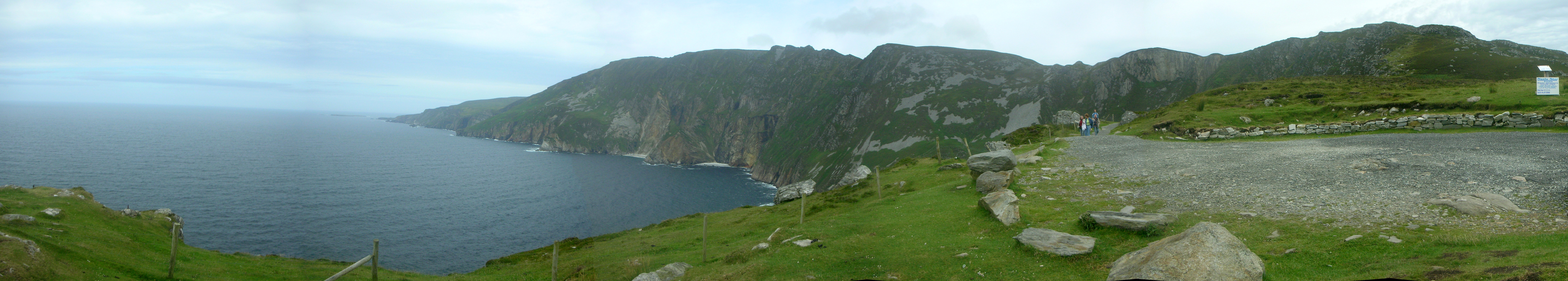
Slieve League, aan de zuidwestkust van County Donegal in Ulster

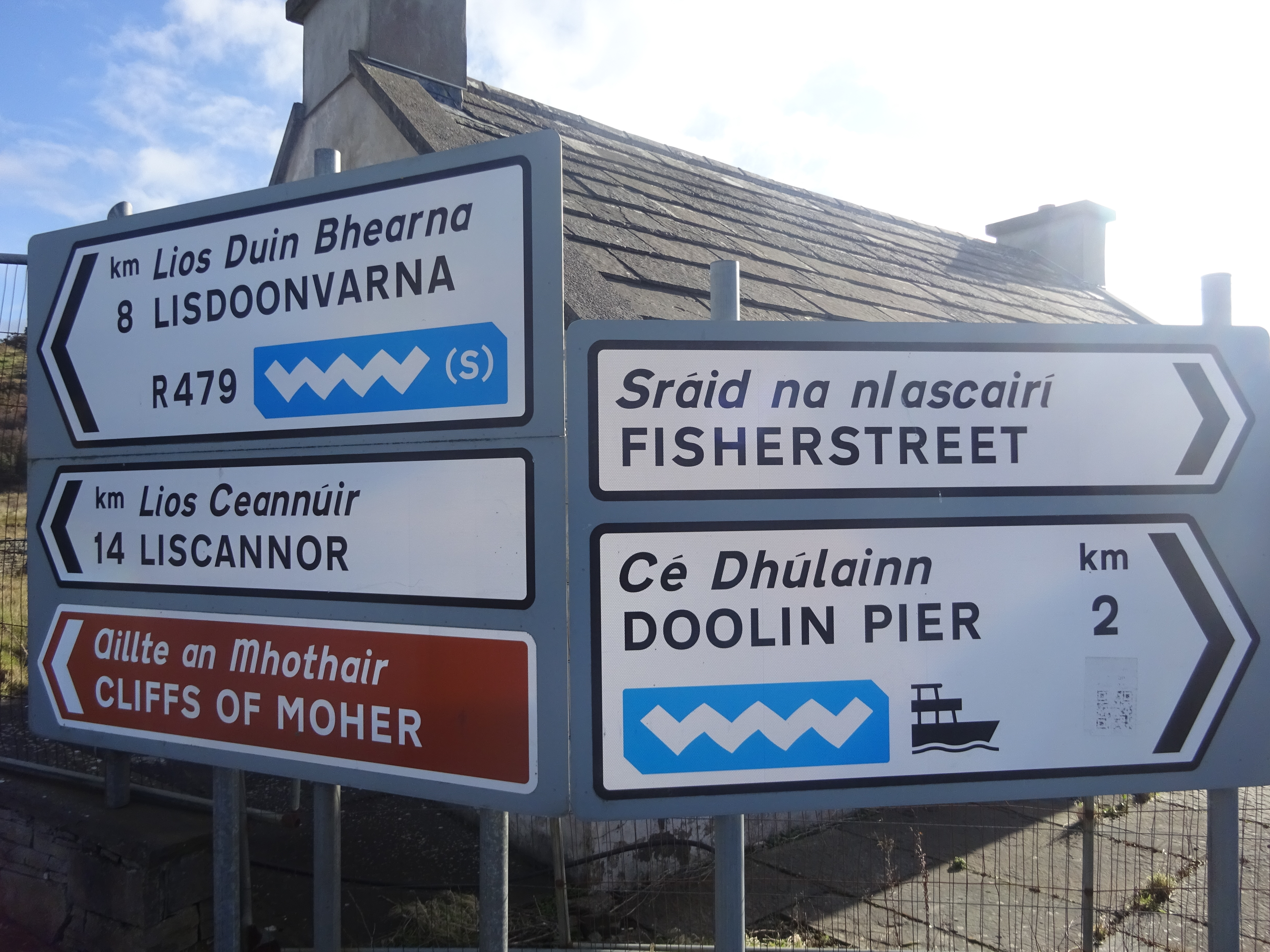
Wild Atlantic Way-logo op de wegwijzers

- scheepswrakken op Streedagh Beach (Spaanse Armada)
- Aughris
- Easky
- Inniscrone

### De westelijke graafschappenMayoenGalway
- Céide Fields
- Mullet Peninsula
- Clare Island in Clew Bay
- Achill Island

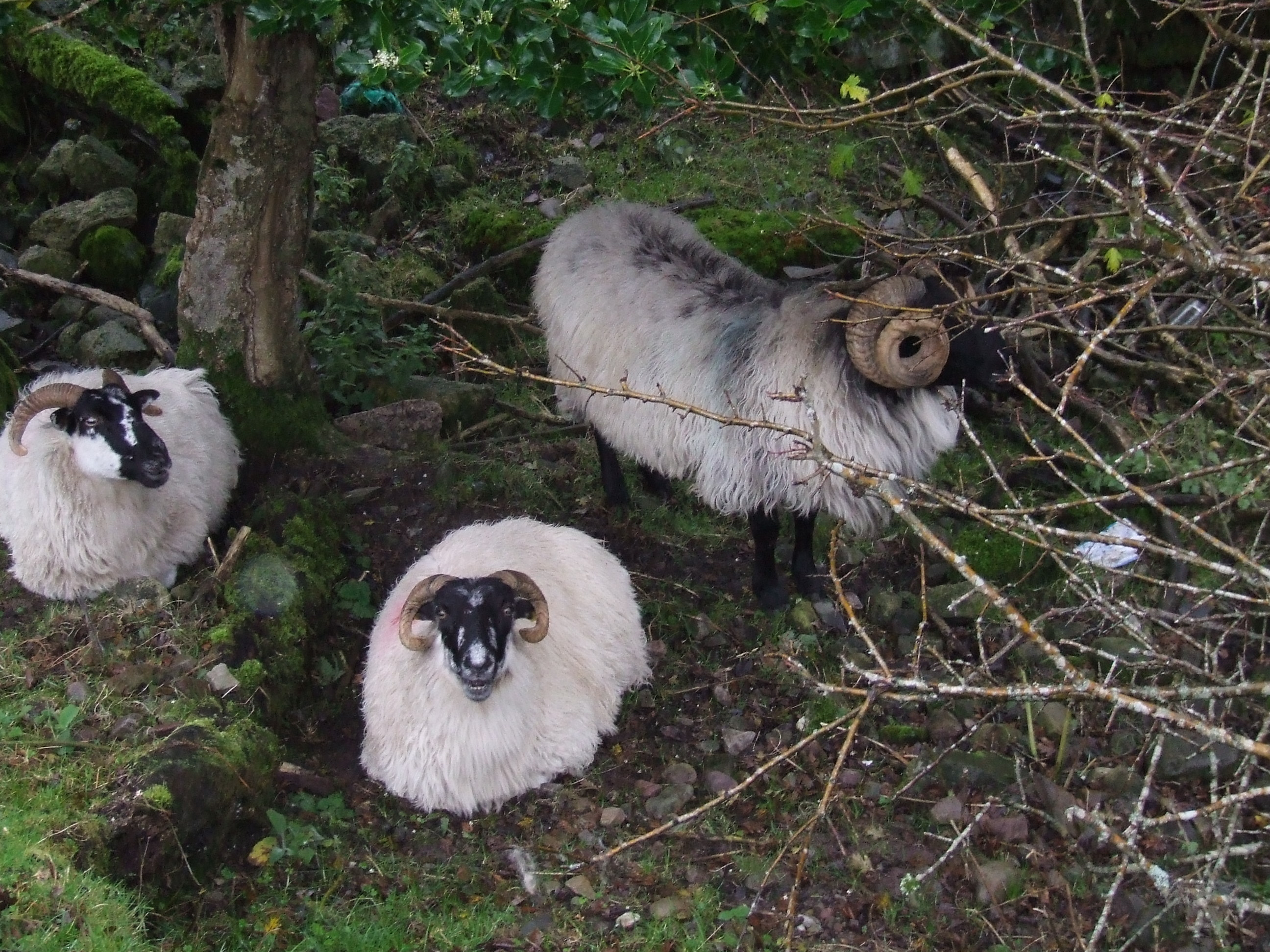
Schapen aan de Great Western Greenway nabij Mulranny

- Inishturk - bereikbaar met de veerboot vanaf Louisburgh
- Doolough
- Connemara
- Clifden
- Inishbofin - bereikbaar met de veerboot vanaf Cleggan
- Oileáin Árann (Aran Islands) - bereikbaar met de ferry vanaf Galway
- Salthill
- Rinville Park,[5] nabij Oranmore

### De midwestelijke graafschappenClareenLimerick
- De Burren
- Cliffs of Moher en de Doolin Cliff Walk
- Loop Head
- Shannon Harbour en de Shannon dolphins

### De zuidwestelijke graafschappenKerryenCork
- Garnish Island in Glengarriff
- De ruïnes van Great Blasket Island
- Dingle, Ierland’s grootste Gaeltacht-dorp
- Rossbeigh beach
- De Skellig-eilanden
- Dursey Island - Bereikbaar via Ierlands enige kabelbaan - een van de 7 bewoonde West-Cork-eilanden en ligt aan het einde van het schiereiland Beara
- Sheep's Head
- Mizen Head, het op een na zuidelijkste punt van Ierland, met zicht op Fastnet Rock met zijn vuurtoren
- Allihies en het Allihies Copper Mine Museum op het schiereiland Beara
- Kinsale
- Cork